# 相生千恵子
相生 千恵子（あいおい ちえこ、1934年12月28日 - 2013年11月13日）は、日本の女優、声優。

## 来歴
東京都出身。跡見短期大学国文科卒業。
1952年、新協劇団入団。1959年に東京芸術座の創立に参加。九プロダクション、ぷろだくしょん★A組に所属していた。
2007年、関京子に代わって東京芸術座の代表となる。
2008年にクモ膜下出血で倒れ、闘病生活を続けていたが、2013年11月13日に心不全のため死去。78歳没。ぷろだくしょん★A組は、相生の死後も永久所属として相生のプロフィールを残している。

## 人物
夫は作家の小松重男。
趣味・特技は日本舞踊・ピアノ。

## 出演作品

### テレビドラマ
- 事件記者 第8回（1958年、NHK）
- 部長刑事 第136回・第282回（1961年・1964年、ABC）
- ちょっと奥さま（1962年-1972年、フジテレビ）
- 七人の刑事 第295回（1967年、TBS）
- 恐怖劇場アンバランス 第1回（1973年、フジテレビ）
- 思い橋（1973年、TBS）
- 殺意の通路（1991年、日本テレビ）

### 映画
- 真昼の暗黒（1956年） - 松尾夏江
- 未来につながる子ら（1962年） - 水谷先生
- 越後つついし親不知（1964年） - 中書島の女
- 廓育ち（1964年） - 洋子
- 恋は緑の風の中（1974年） - ユリの母
- 春男の翔んだ空（1977年） - 須藤先生
- はだしのゲン 涙の爆発（1977年） - 農家のおかみ
- 茗荷村見聞記（1979年） - 松谷の奥さん
- 死線を越えて 賀川豊彦物語（1988年） - 谷松スエ
- 千羽づる（1989年） - 赤城先生
- 大往生（1998年） - 滑川嘉子
- 石井のおとうさんありがとう（2004年） - ウノ
- 筆子・その愛 -天使のピアノ-（2007年）

### 吹き替え

#### 映画
- ウェディング・プランナー
- 80デイズ
- エルム街の悪夢
- オール・ザット・ジャズ（ミシェル・ギデオン〈エリザベート・フォルディ〉）
- ギャラクシー・オブ・テラー 恐怖の惑星（ミトリ）※TBS版・BD収録
- グリーン・デスティニー
- ザ・ハリケーン
- 津波 前編
- ディス・イズ・マイ・ライフ（ハリエット叔母さん〈エステル・ハリス〉）
- ビバリー・ヒルビリーズ/じゃじゃ馬億万長者（グラニー〈クロリス・リーチマン〉）
- ホステージ

#### ドラマ
- アメリカン・ヒーロー
- ER緊急救命室シーズンXI #14（デボン〈ヒルディ・ブルックス〉）
- 騎馬警官
- GOGO!ジェット（ジェットのおばあちゃん）
- こちらブルームーン探偵社5
- 空飛ぶ魔女学校
- チャームド 〜魔女3姉妹〜
- ドクター・フー
- 名探偵モンク
- モーク&ミンディ（コーラ・ハドソン〈エリザベス・カー〉）

### テレビアニメ
- MASTERキートン（1998年、老婦人）
- 名探偵コナン（1998年 - 2001年、北村加代、小泉貞子）
- 週刊ストーリーランド「龍のいけにえ」（1999年、権介の母）
- サクラ大戦TV（2000年、おクマ）

### OVA
- 茄子 スーツケースの渡り鳥（2007年、おばさん）

### ナレーション
- BS世界のドキュメンタリー「パヴァロッティをめざして」
- 哲学
- 微生物

### 舞台
- 風が吹くとき
- 国定忠治
- 忍び者
- 大往生
- 黙って行かせて
- 地球の上に朝が来る
- どん底
- 野口雨情抄伝・枯れすすき
- ペールギュント
- ベルチルダアルバの家
- 夜明けの街